# La viuda (película)
La viuda (título original: Greta) es una película de suspense psicológico y terror de 2018 dirigida por Neil Jordan y coescrita por Ray Wright y el propio director, protagonizada por Isabelle Huppert, Chloë Grace Moretz, Maika Monroe, Colm Feore y Stephen Rea. La trama sigue a una joven que se hace amiga de una viuda solitaria que alberga una agenda oscura y mortal para ella.
Greta tuvo su estreno mundial en el Festival Internacional de Cine de Toronto el 6 de septiembre de 2018. Fue estrenada el 1 de marzo de 2019 en los Estados Unidos, por Focus Features.

## Sinopsis
Frances McCullen es una camarera que vive en la ciudad de Nueva York con su amiga Erica Penn. Frances perdió recientemente a su madre por cáncer y mantiene una relación tensa con su padre adicto al trabajo, Chris.
Frances encuentra un bolso de moda en un tren subterráneo. El nombre y la dirección en el interior lo identifican como perteneciente a una tal Greta Hideg, y Frances devuelve el bolso. Greta le dice a Frances que es una viuda, de Francia, cuya hija estudia en París. Frances comienza a pasar tiempo con Greta para hacerle compañía, ante las objeciones de Erica de que la relación no es natural. Una noche, mientras prepara la cena en la casa de Greta, Frances encuentra bolsos idénticos al que encontró en el subterráneo. En las bolsas hay nombres y números de teléfono, incluido el de Frances. Frances decide cortar los lazos con Greta.
Greta comienza a acechar a Frances. Greta también acecha a Erica, enviándole a Frances fotos en tiempo real de Erica una noche. Frances advierte a Erica, quien se sube a un autobús de tránsito, solo para ver a Greta en el mismo autobús. Frances le dice a Greta que no los hostigue, pero Greta aparece más tarde en el lugar de trabajo de Frances, lo que provoca una escena que hace que Frances sea despedida. Frances y Erica solicitan una orden de alejamiento, pero se les dice que podría llevar meses.
Erica le cuenta a su padre sobre Greta, y Chris le dice a Frances que corte a Greta de su vida. Frances descubre que la hija de Greta se había quitado la vida y Greta no es francesa.
Frances se debate entre irse con su padre o irse del país de vacaciones con Erica. Erica sugiere mentirle a Greta y decirle que se va a abordar sus propios problemas, lo que hace Frances. Cuando se encuentran, Greta, cada vez más trastornada, le dice a Frances con cariño que ella será su madre.
Al día siguiente, Frances es secuestrada por Greta. Encierra a Frances en un arcón de madera en una habitación secreta de su casa, luego usa el teléfono de Frances para enviar mensajes de texto por separado a Erica y Chris de que Frances está con el otro. Cuando Frances sale del arcón, encuentra prendas de vestir e identificaciones de otras mujeres jóvenes.
Erica y Chris finalmente se juntan y descubren que Frances no está con ninguno de ellos. A medida que pasa el tiempo, Greta obliga a Frances a aprender húngaro y a tocar el piano. Durante una clase de cocina, Frances corta el dedo de Greta y la deja inconsciente. Frances intenta escapar, pero todas las puertas y ventanas están selladas. Frances corre hacia el sótano, pero mientras busca una salida encuentra a una de las víctimas anteriores de Greta. Greta, se acerca sigilosamente detrás de Frances y envuelve una bolsa alrededor de su cabeza, asfixiándola hasta que se desmaya.
Chris contrata a Brian Cody, un investigador privado, para encontrar a Frances e investigar a Greta. Cody se entera de que Greta era una enfermera, de Hungría, que había sido despedida por abuso de drogas. Cody se encuentra con Greta en su casa. Frances, amordazada y atada, intenta llamar su atención sacudiendo la cama, pero Greta bloquea el ruido con música. Cuando Greta está fuera de la habitación, Cody descubre que hay una cámara secreta detrás del piano. Greta aparece de repente y le clava una jeringa en el cuello; Cody saca su arma mientras pierde el conocimiento, y Greta la usa para matarlo a tiros.
Pasado un tiempo, Greta deja otro bolso en el metro, y una mujer lleva el bolso a la casa de Greta y es invitada a entrar. Greta les sirve café, pero después de que Greta bebe su taza, se siente mareada. La mujer se quita la peluca y se revela como Erica, que ha drogado a Greta. Ella se burla de Greta y le dice que ha estado buscando el bolso en el metro durante mucho tiempo. Greta se desmaya y Erica encuentra a Frances. Greta, recuperando la conciencia, emerge de las sombras, y agarra a Frances antes de desmayarse nuevamente. Erica y Frances colocan el cuerpo inconsciente de Greta en el arcón y se van, usando una pequeña estatua de metal de la Torre Eiffel para cerrarla. Después de que salen de la habitación para tomar un poco de aire, Greta comienza a sacudir la tapa del arcón y comienza a sacudir la estatua.

## Reparto
- Isabelle Huppert como Greta Hideg.
- Chloë Grace Moretz como Frances McCullen.
- Maika Monroe como Erica Penn.
- Colm Feore como Chris McCullen.
- Stephen Rea como Brian Cody.
- Zawe Ashton como Alexa Hammond.
- Graeme Thomas King como Brian.
- Parker Sawyers como Gary.
- Jeff Hiller como Henri.

## Producción
En mayo de 2017, se anunció que Isabelle Huppert y Chloë Grace Moretz habían aceptado protagonizar la película, entonces titulada The Widow. En agosto de 2017, Maika Monroe se unió al elenco. En septiembre de 2017, Stephen Rea, Colm Feore y Zawe Ashton se integraron al reparto.
La película fue producida por Metropolitan Films en colaboración con Lawrence Bender Films, Little Wave Productions y Sidney Kimmel Entertainment. Además, recibió un subsidio de producción de €650,000 otorgado por el Irish Film Board.
La fotografía principal tuvo lugar en Dublín y sus alrededores, a partir de octubre de 2017. También se filmó en Toronto y Nueva York.

## Estreno
La película tuvo su estreno mundial en el Festival Internacional de Cine de Toronto el 6 de septiembre de 2018. Poco después, Focus Features adquirió los derechos de distribución de la película por $4 millones. Fue estrenada el 1 de marzo de 2019, en los Estados Unidos.

## Recepción
Greta recibió reseñas mixtas de parte de la crítica y de la audiencia. En el sitio web especializado Rotten Tomatoes, la película posee una aprobación de 61%, basada en 282 reseñas, con una calificación de 5.7/10 y con un consenso crítico que dice: "Una película de clase B descontrolada, ocasionalmente elevada por su talento de lista A, Greta se lanza de cabeza al campo y lucha por mantenerse a flote." De parte de la audiencia tiene una aprobación de 42%, basada en más de 1000 votos, con una calificación de 2.9/5.
El sitio web Metacritic le dio a la película una puntuación de 54 de 100, basada en 42 reseñas, indicando "reseñas mixtas". Las audiencias encuestadas por CinemaScore le otorgaron a la película una "C" en una escala de A+ a F, mientras que en el sitio IMDb los usuarios le asignaron una calificación de 6.0/10, sobre la base de 34 411 votos. En la página web FilmAffinity la cinta tiene una calificación de 5.5/10, basada en 3353 votos.